# Carlos Girón
Carlos Girón (n. 3 noiembrie 1954, Mexicali, Baja California, Baja California, Mexic – d. 13 ianuarie 2020, Ciudad de México, Mexic) a fost un săritor în apă ce a reprezentat Mexic, medaliat olimpic. A participat la 4 ediții ale Jocurilor Olimpice (1972, 1976, 1980, 1984) în care a câștigat o medalie de argint.